# Baotian

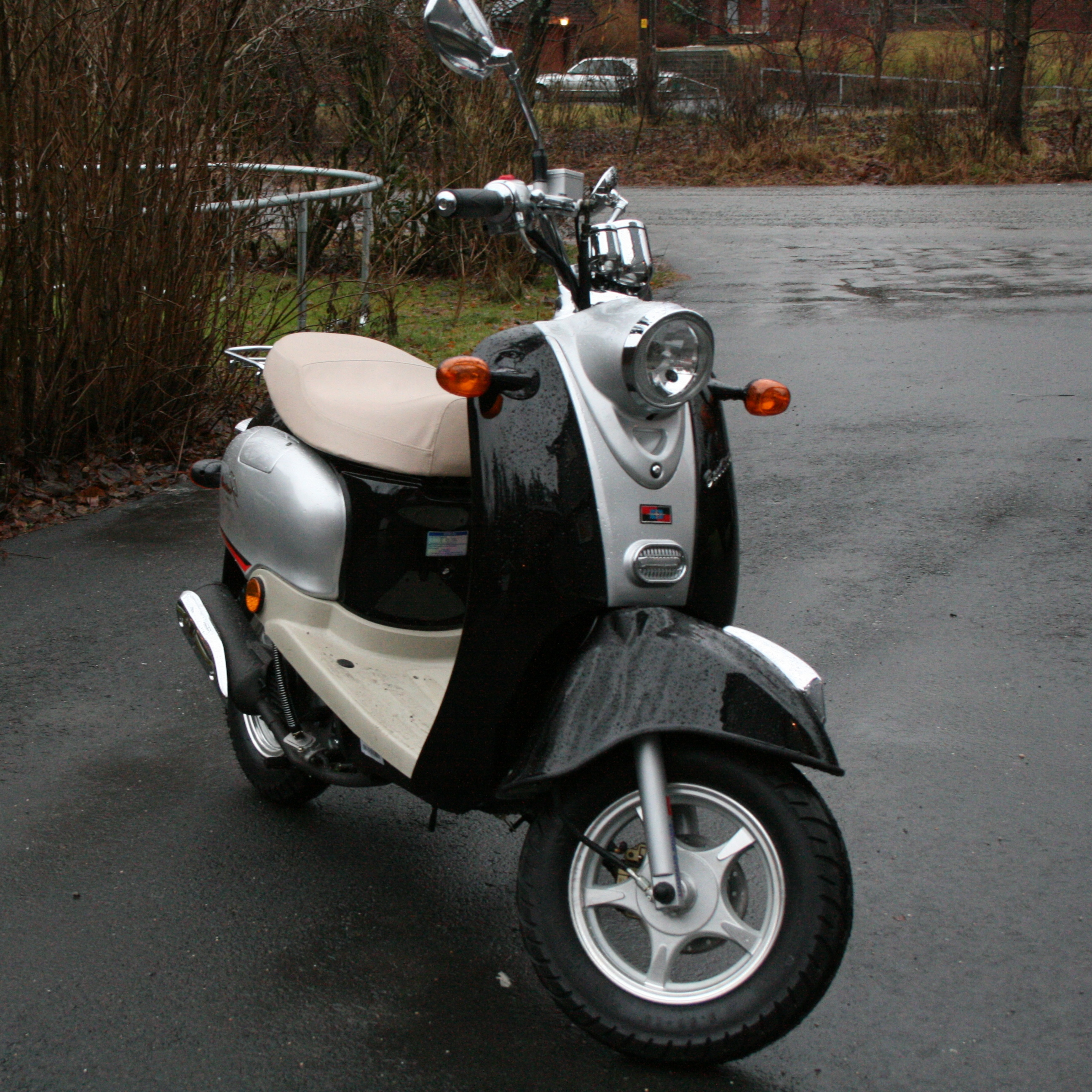
Baotian BT-Retro

Jiangmen Sino-HongKong Baotian Motorcycle Industrial Co. Ltd. (chinesisch 江门市中港宝田摩托车实业有限公司, Pinyin Jiāngmén Shì Zhōnggǎng Bǎotián Mótūochē yè yǒu xiàn gōngzi) ist ein 1994 gegründeter Hersteller von Motorrädern, Motorrollern, Quads sowie Motoren von 50 bis 150 cm³ und Fahrzeugteilen in Jiangmen/Provinz Guangdong in der Volksrepublik China. Baotian fertigt 300.000 Einheiten jährlich auf 70.000 m² Fabrikfläche und bedient Märkte in Südostasien, Amerika, Europa und Afrika. Das Unternehmenskapital beträgt umgerechnet 1,2 Mio. US-Dollar.
Baotian produziert vor allem Fahrzeuge im unteren Preissegment, die mit den Modellen anderer Hersteller baugleich sind.